# Condado de Garfield (Washington)
O Condado de Garfield é um dos 39 condados do Estado norte-americano de Washington. A sede de condado é Pomeroy, que é também a sua maior cidade. O condado tem uma área de 1860 km² (dos quais 21 km² estão cobertos por água), uma população de 2397 habitantes, e uma densidade populacional de 1 hab/km² (segundo o censo nacional de 2000). O condado foi fundado em 1881 e recebeu o seu nome em homenagem a James Abram Garfield (1831-1881), que foi o 20.º presidente dos Estados Unidos (1881).